# Allerheiligen bei Wildon

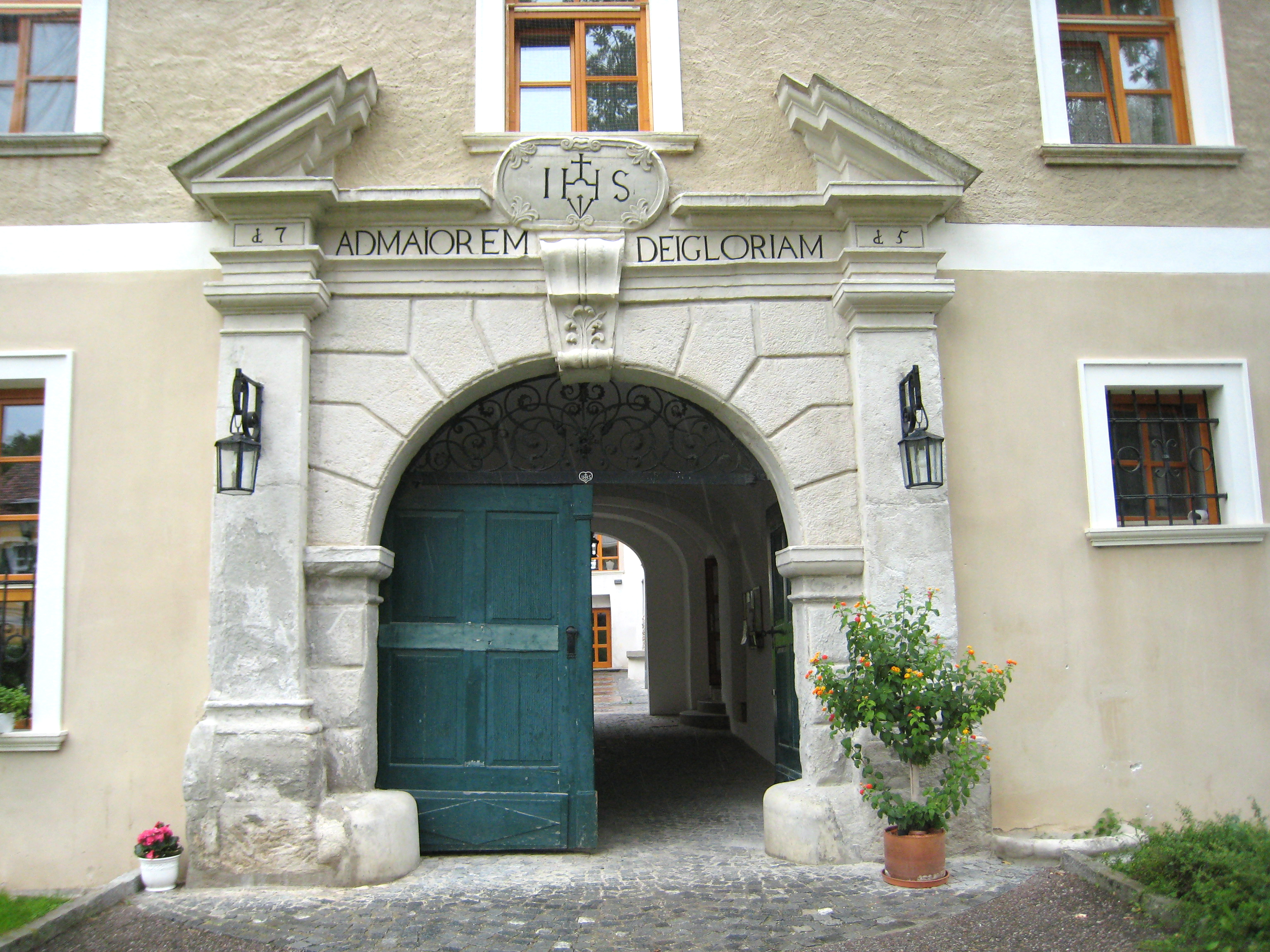
Schloss Herbersdorf, Portal

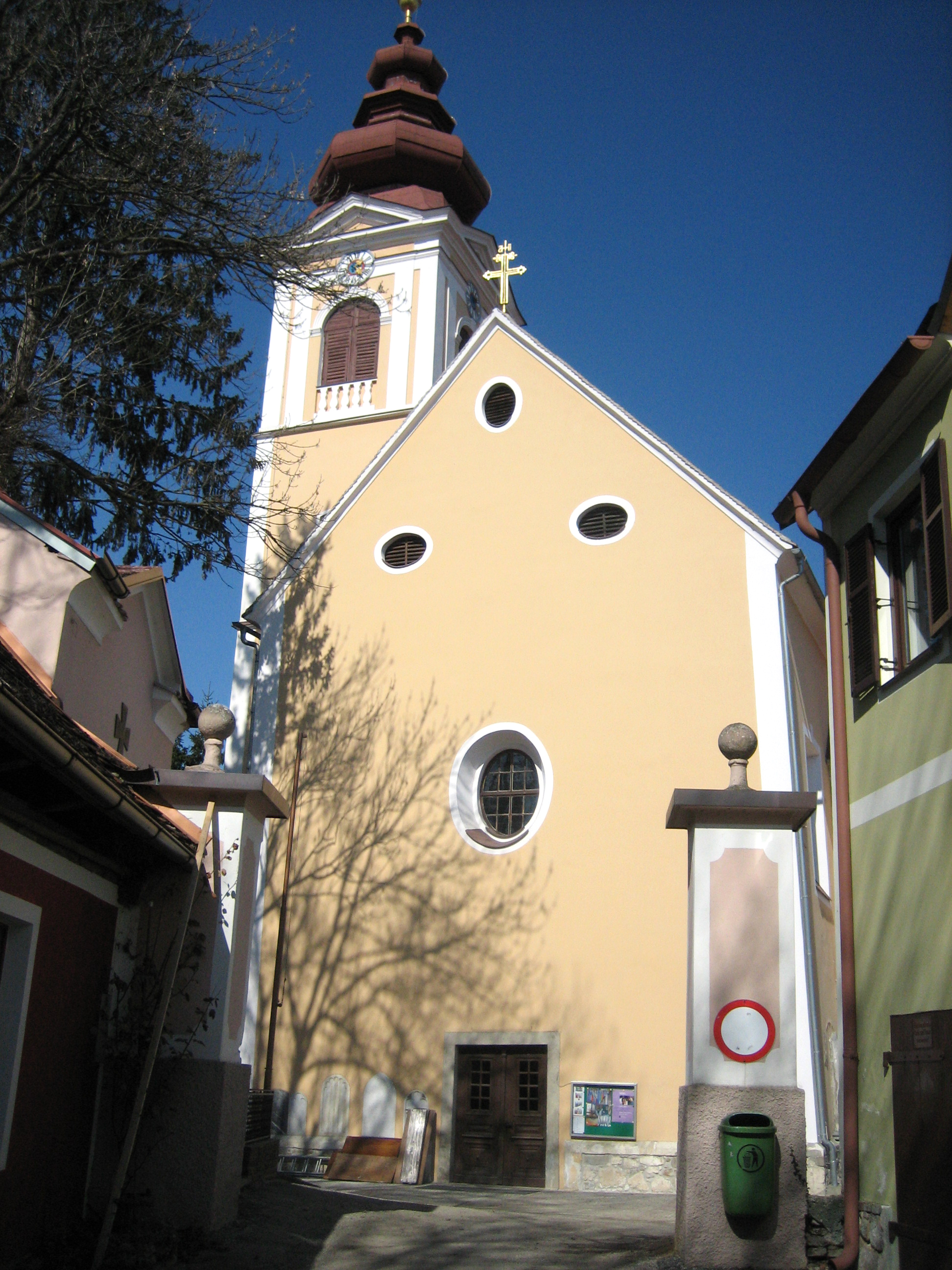
Pfarrkirche Allerheiligen

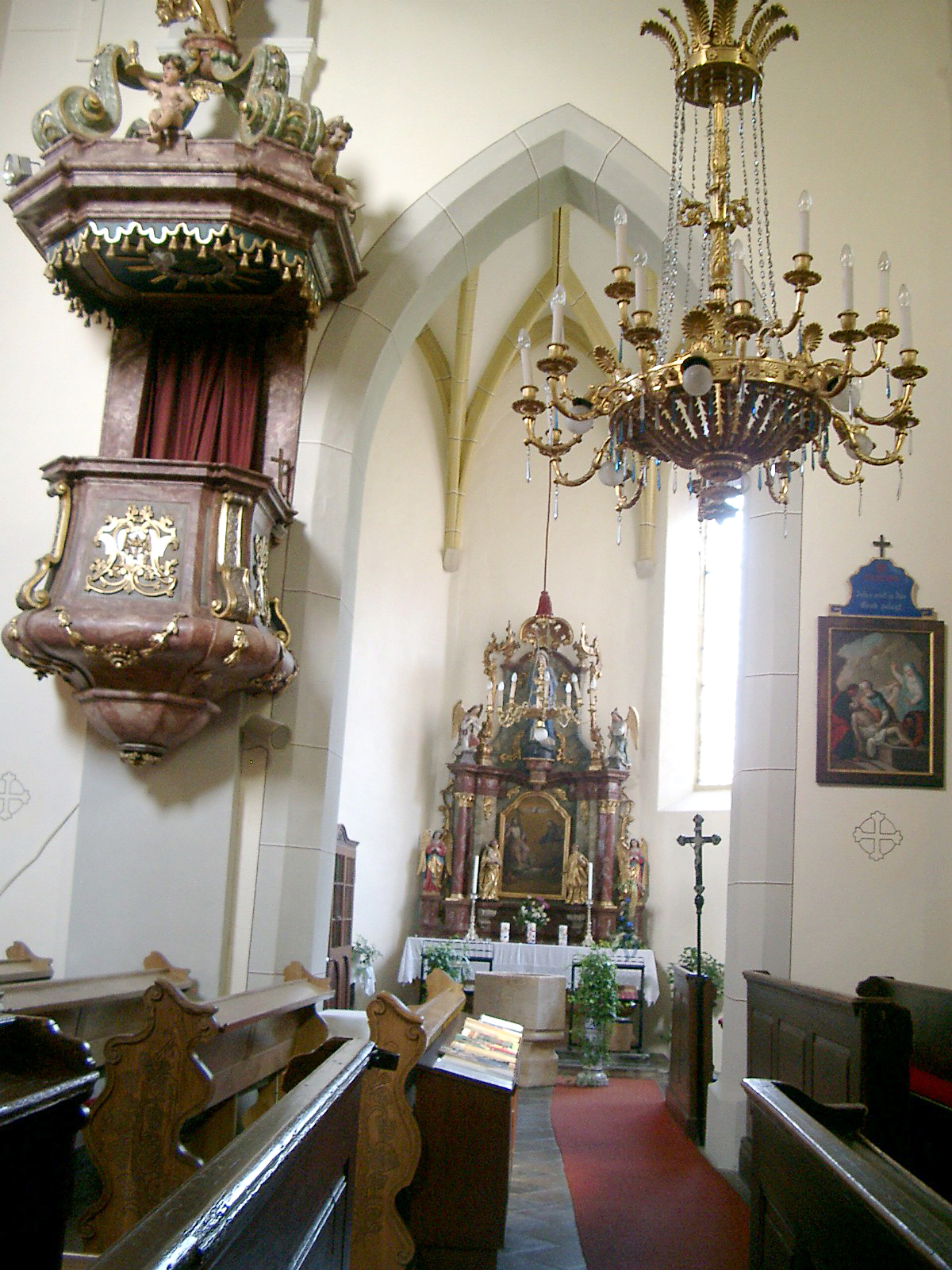
Pfarrkirche Allerheiligen, Innenansicht

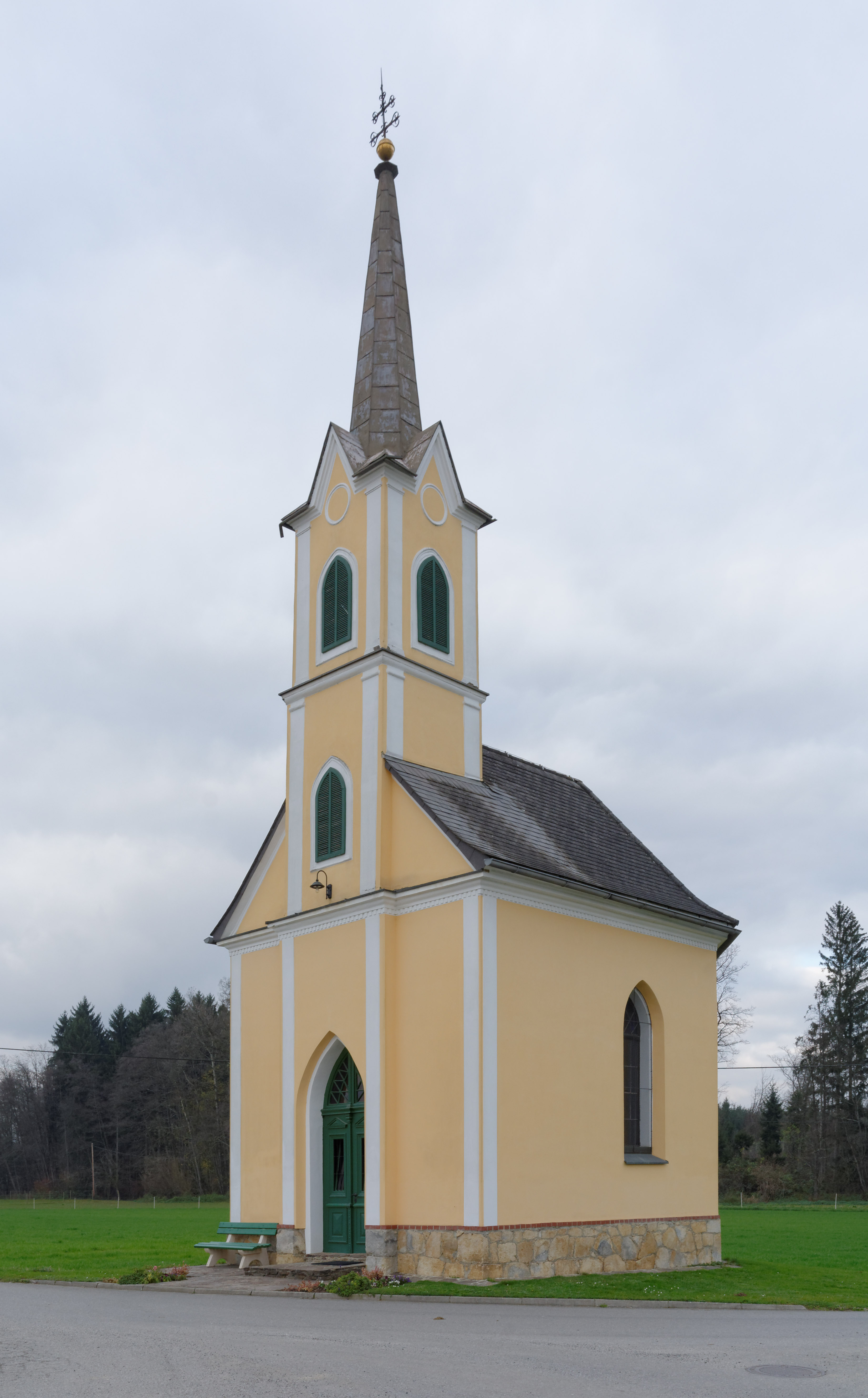
Kapelle in Großfeiting

Allerheiligen bei Wildon ist eine österreichische Gemeinde im Norden des Gerichtsbezirks bzw. des politischen Bezirkes Leibnitz in der Steiermark. Seinen Namen erhielt der in der Region Stiefingtal gelegene Ort von der dortigen Kirche. Allerheiligen hat 1630 Einwohner (Stand 1. Jänner 2024) und eine Fläche von 20,35 km².

## Geografie
Das größte Gewässer der Gemeinde ist die Stiefing, die bei Leibnitz in die Mur mündet. Der Hauptort Allerheiligen liegt im teilweise bewaldeten Hüfelland zwischen Stiefing und Mur.

### Gemeindegliederung
Das Gemeindegebiet umfasst sieben Ortschaften (Einwohner Stand 1. Jänner 2024):
- Allerheiligen bei Wildon (1111 Ew.) mit Mittergrub
- Großfeiting (100)
- Kleinfeiting (75)
- Pesendorf (53)
- Pichla (41)
- Schwasdorf (119)
- Siebing (131)

Die Gemeinde besteht aus zwei Katastralgemeinden (Fläche Stand 31. Dezember 2023):
- Allerheiligen (1.070,39 ha)
- Feiting (965,08 ha)

### Eingemeindungen
1968 wurden die damaligen Gemeinden Feiting und Allerheiligen zur heutigen Gemeinde Allerheiligen zusammengelegt.

### Nachbargemeinden
|        | Heiligenkreuz am Waasen                     |                              |
| Wildon | Kompassrose, die auf Nachbargemeinden zeigt | Pirching am Traubenberg (SO) |
|        | Sankt Georgen an der Stiefing               | Schwarzautal                 |

### Klima
Allerheiligen bei Wildon liegt in der Klimaregion Südoststeirisches Riedelland.

## Geschichte
Funde auf dem in der Nähe des Ortes befindlichen Buchkogel und dem Kögelberg lassen darauf schließen, dass die Gegend bereits in der Steinzeit besiedelt war. Auf dem Ortsgebiet selbst finden sich archäologische Funde, die eine Besiedlung zur Zeitenwende nachweisen, unter anderem eine villa rustica und unweit davon ein stattliches römisch-norisches Gräberfeld. Nach dem Untergang des Römischen Reiches ließen sich slawische Bauern hier nieder.
Mit der Besitznahme durch die Bajuwaren und dem Beginn der systematischen Rodungs- und Siedlungspolitik der großen bayrischen Klöster wird die Geschichte durch schriftliche Quellen nachweisbar. Aus dieser Zeit stammen auch die ältesten Nennungen mancher Ortsteile.
Der Ort Allerheiligen entstand um das Schloss Herbersdorf, in dessen Nähe Markwart von Herbersdorf 1218 eine Kirche für sich und seine Untertanen errichten ließ. Die Herbersdorfer hatten die Herrschaft bis 1609 inne, als diese mit dem Tod des letzten Herbersdorfers an die Glojacher überging. Die Glojacher mussten aufgrund hoher Steuerschulden Herbersdorf an die Jesuiten verkaufen.
Wegen der in Graz wütenden Pest wurde 1680 der Unterricht der Scholastiker der Grazer Universität, die damals von Jesuiten geführt wurde, in den Ort verlegt. Mit jesuitischer Unterstützung wurde auch die Kirche des kleinen Ortes ungewöhnlich prächtig ausgebaut. Als der Orden 1773 aufgelöst wurde, ging die Herrschaft an den staatlichen Religionsfonds über. Durch die daraus folgende staatliche Aufhebung der Lehnsherrschaft Mitte des 19. Jahrhunderts gingen wichtige Aufgaben an die neu geschaffenen Gemeinden über, und die Geschichte des Ortes trennte sich von der des Schlosses, dessen Besitzer jahrhundertelang den Ort beherrscht hatten.
Der erste verbriefte Bürgermeister von Allerheiligen war Franz Harkamp. 1925 fiel der anfangs noch zu Allerheiligen gehörige Ortsteil Afram der damaligen Gemeinde Stocking zu.

### Bevölkerungsentwicklung
| Allerheiligen bei Wildon: Einwohnerzahlen von 1869 bis 2024 | Allerheiligen bei Wildon: Einwohnerzahlen von 1869 bis 2024 | Allerheiligen bei Wildon: Einwohnerzahlen von 1869 bis 2024 | Allerheiligen bei Wildon: Einwohnerzahlen von 1869 bis 2024 | Allerheiligen bei Wildon: Einwohnerzahlen von 1869 bis 2024 |
| ----------------------------------------------------------- | ----------------------------------------------------------- | ----------------------------------------------------------- | ----------------------------------------------------------- | ----------------------------------------------------------- |
| Jahr                                                        |                                                             |                                                             |                                                             | Einwohner                                                   |
| 1869                                                        | 1869                                                        |                                                             | 1.341                                                       | 1.341                                                       |
| 1880                                                        | 1880                                                        |                                                             | 1.374                                                       | 1.374                                                       |
| 1890                                                        | 1890                                                        |                                                             | 1.420                                                       | 1.420                                                       |
| 1900                                                        | 1900                                                        |                                                             | 1.397                                                       | 1.397                                                       |
| 1910                                                        | 1910                                                        |                                                             | 1.311                                                       | 1.311                                                       |
| 1923                                                        | 1923                                                        |                                                             | 1.337                                                       | 1.337                                                       |
| 1934                                                        | 1934                                                        |                                                             | 1.376                                                       | 1.376                                                       |
| 1939                                                        | 1939                                                        |                                                             | 1.313                                                       | 1.313                                                       |
| 1951                                                        | 1951                                                        |                                                             | 1.313                                                       | 1.313                                                       |
| 1961                                                        | 1961                                                        |                                                             | 1.175                                                       | 1.175                                                       |
| 1971                                                        | 1971                                                        |                                                             | 1.165                                                       | 1.165                                                       |
| 1981                                                        | 1981                                                        |                                                             | 1.264                                                       | 1.264                                                       |
| 1991                                                        | 1991                                                        |                                                             | 1.237                                                       | 1.237                                                       |
| 2001                                                        | 2001                                                        |                                                             | 1.330                                                       | 1.330                                                       |
| 2011                                                        | 2011                                                        |                                                             | 1.434                                                       | 1.434                                                       |
| 2021                                                        | 2021                                                        |                                                             | 1.596                                                       | 1.596                                                       |
| 2024                                                        | 2024                                                        |                                                             | 1.630                                                       | 1.630                                                       |
| Quelle(n): Statistik Austria, Gebietsstand 1.1.2021         |                                                             |                                                             |                                                             |                                                             |

## Kultur und Sehenswürdigkeiten
Sehenswürdigkeiten sind
- Pfarrkirche mit Josef-Krainer-Orgel
- Schloss Herbersdorf
- Josef-Krainer-Gedenkstätte

## Wirtschaft und Infrastruktur
Durch Allerheiligen führen mit dem Grazer Umland-Weg sowie dem Grabenlandtrail zwei regionale Weitwanderwege.

### Tourismusverband
Die Gemeinde bildet gemeinsam mit Heiligenkreuz am Waasen den Tourismusverband „Stiefingtal“. Dessen Sitz ist in Heiligenkreuz am Waasen.

## Politik

### Bürgermeister
Bürgermeister ist seit 30. April 2019 Christian Sekli (ÖVP).
Dem Gemeindevorstand gehören weiters die Vizebürgermeisterin Theresia Wiedner (ÖVP) und der Gemeindekassier Alois Feirer (ÖVP) an.

### Gemeinderat
Der Gemeinderat besteht aus 15 Mitgliedern. Nach dem Ergebnis der Gemeinderatswahl 2020 setzt sich dieser wie folgt zusammen:
- 12 Mandate ÖVP
- 01 Mandat SPÖ
- 01 Mandat FPÖ
- 01 Mandat Die Grünen

| Partei                             | 2020    | 2020 | 2020    | 2015             | 2015             | 2015             | 2010 | 2010 | 2010 | 2005             | 2005             | 2005             | 2000             | 2000             | 2000             |
| Partei                             | Stimmen | %    | Mandate | St.              | %                | M.               | St.  | %    | M.   | St.              | %                | M.               | St.              | %                | M.               |
| ---------------------------------- | ------- | ---- | ------- | ---------------- | ---------------- | ---------------- | ---- | ---- | ---- | ---------------- | ---------------- | ---------------- | ---------------- | ---------------- | ---------------- |
| ÖVP                                | 660     | 73   | 12      | 600              | 65,6             | 11               | 662  | 67,8 | 11   | 663              | 70,2             | 11               | 713              | 83,9             | 13               |
| SPÖ                                | 105     | 12   | 1       | 158              | 17,3             | 02               | 144  | 14,8 | 2    | 185              | 19,6             | 03               | 137              | 16,1             | 02               |
| FPÖ                                | 67      | 7    | 1       | 085              | 09,3             | 01               | 064  | 06,6 | 1    | nicht kandidiert | nicht kandidiert | nicht kandidiert | nicht kandidiert | nicht kandidiert | nicht kandidiert |
| Die Grünen                         | 77      | 8    | 1       | 072              | 07,9             | 01               | 065  | 06,7 | 1    | nicht kandidiert | nicht kandidiert | nicht kandidiert | nicht kandidiert | nicht kandidiert | nicht kandidiert |
| Attraktive Liste für Allerheiligen |         |      |         | nicht kandidiert | nicht kandidiert | nicht kandidiert | 041  | 04,2 | 0    | 096              | 10,2             | 01               | nicht kandidiert | nicht kandidiert | nicht kandidiert |
| Wahlberechtigte                    | 1275    | 1275 | 1275    | 1205             | 1205             | 1205             | 1194 | 1194 | 1194 | 1116             | 1116             | 1116             | 1055             | 1055             | 1055             |
| Wahlbeteiligung                    | 72 %    | 72 % | 72 %    | 77 %             | 77 %             | 77 %             | 82 % | 82 % | 82 % | 85 %             | 85 %             | 85 %             | 82 %             | 82 %             | 82 %             |

## Persönlichkeiten

### Ehrenbürger
- 1924: August Sabin, Arzt[8]
- 1997: Kurt Lampl, Pfarrer
- 2012: Konrad Monsberger, Kapellmeister
- 2014: Josef Felgitscher, Alt-Bürgermeister von Allerheiligen
- 2018: Hermann Schützenhöfer (* 1952), Landeshauptmann der Steiermark seit 2015[9]
- Johann Oster († 2020), Gemeindekassier von Allerheiligen bei Wildon 1974–2000[10]

### Mit Allerheiligen verbundene Persönlichkeiten
Martin Teimer von Wildau (1778–1838), Tiroler Freiheitskämpfer und Militär-Maria-Theresien-Ordensritter, Herr auf Schloss Herbersdorf und der dazugehörigen Herrschaft, ist hier gestorben und in der Pfarrkirche Allerheiligen begraben.